# طلال هوساوي
طلال يحيى هوساوي، لاعب كرة قدم سعودي ، يلعب في نادي عرعر.

## مسيرة اللاعب
لعب في الفئات السنية في النادي الأهلي ولعب بعدها مع نادي نجران ونادي القادسية ونادي الخلود ونادي الشعلة ونادي عرعر.

## روابط خارجية
- طلال هوساوي على موقع قاعدة بيانات كرة القدم.إي يو (الإنجليزية)
- طلال هوساوي على موقع Soccerway.com (الإنجليزية)
- طلال هوساوي على موقع كووورة